# Kawanishi E7K
Chiếc Kawanishi E7K là một kiểu thủy phi cơ trinh sát ba chỗ ngồi của Hải quân Đế quốc Nhật Bản trong những năm 1930. Nó vẫn được tiếp tục sử dụng trong giai đoạn đầu của Thế Chiến II, và được phe Đồng Minh đặt cho tên mã là Alf.

## Thiết kế và phát triển
Vào năm 1932, Hải quân Đế quốc Nhật Bản yêu cầu Kawanishi Aircraft Company sản xuất một kiểu máy bay để thay thế cho chiếc Kawanishi E5K cũng của hãng này. Thiết kế mới có tên gọi Kawanishi E7K1, là một kiểu máy bay cánh kép có sải cánh bằng nhau trang bị động cơ Hiro Kiểu 91 công suất 620 mã lực (462 kW). Chuyến bay đầu tiên được thực hiện vào ngày 6 tháng 2 năm 1933, và nó được giao cho Hải quân để thử nghiệm trong hoạt động ba tháng sau đó. Nó tham gia cuộc bay loại cạnh tranh cùng với kiểu Aichi AB-6, vốn cũng được thiết kế để tham gia cùng gói thầu này. Chiếc E7K1 được đưa vào sản xuất dưới tên gọi Thủy phi cơ Trinh sát Hải quân Loại 94 và được đưa vào hoạt động vào đầu năm 1935. Nó trở thành một kiểu máy bay được ưa chuộng, nhưng bị hạn chế bởi sự kém tin cậy của kiểu động cơ Hiro. Những chiếc E7K1 được sản xuất đời sau được trang bị một phiên bản động cơ Hiro 91 mạnh hơn, nhưng vẫn không cải tiến được độ tin cậy. Đến năm 1938, Kawanishi phát triển phiên bản cải tiến E7K2 trang bị động cơ bố trí hình tròn Mitsubishi Zuisea 11, bay chuyến bay đầu tiên vào tháng 8 năm 1938, và được Hải quân yêu cầu đưa vào sản xuất dưới tên gọi là Thủy phi cơ Trinh sát Hải quân Loại 94 Kiểu 2, trong khi phiên bản E7K1 được đổi tên thành Thủy phi cơ Trinh sát Hải quân Loại 94 Kiểu 1.

## Lịch sử hoạt động
Kiểu máy bay này được Hải quân Nhật sử dụng rộng rãi từ năm 1938 cho đến khi bắt đầu chiến sự tại Thái Bình Dương, khi những chiếc phiên bản E7K1 được rút về đảm trách các vai trò thứ yếu tại tuyến sau. Phiên bản E7K2 tiếp tục phục vụ tại tuyến đầu cho đến tận năm 1943, và cả hai phiên bản đều được sử dụng trong các phi vụ tấn công cảm tử Thần phong (Kamikaze) trong giai đoạn cuối của cuộc chiến.

## Các phiên bản
E7K1Phiên bản sản xuất trang bị động cơ Hiro Kiểu 91, có 183 chiếc được chế tạo (bao gồm 57 chiếc được chế tạo bởi Nippon Hikoki K.K.)
E7K2Phiên bản nâng cấp trang bị động cơ Mitsubishi Zuisei 11, có khoảng 350 chiếc được chế tạo (bao gồm 60 chiếc được chế tạo bởi Nippon Hikoki K.K.)

## Các nước sử dụng
Nhật Bản
- Hải quân Đế quốc Nhật Bản

## Đặc điểm kỹ thuật (E7K2)

### Đặc tính chung
- Đội bay: 3 người
- Chiều dài: 10,50 m (35 ft 6 in)
- Sải cánh: 14,00 m (45 ft 11 in)
- Chiều cao: 4,85 m (15 ft 11 in)
- Diện tích bề mặt cánh: 43,60 m² (469,31 ft²)
- Trọng lượng không tải: 4.630 kg (2.100 lb)
- Trọng lượng cất cánh tối đa: 3.300 kg (7.275 lb)
- Động cơ: 1 x động cơ Mitsubishi Zuisei-11 bố trí hình tròn, công suất 870 mã lực (649 kW)

### Đặc tính bay
- Tốc độ lớn nhất: 275 km/h (171 mph)
- Trần bay: 7.060 m (23.165 ft)

### Vũ khí
- 3 x súng máy Kiểu 92 7,7 mm (0,303 inch)
- 120 kg (265 lb) bom

## Nội dung liên quan

### Máy bay tương tự
- Aichi AB-6

### Trình tự thiết kế
E4N -
E5K/E5Y -
E6Y -
E7K -
E8A/E8K/E8N -
E9W -
E10A/E10K

### Danh sách liên quan
- Danh sách máy bay quân sự giữa hai cuộc chiến tranh thế giới
- Danh sách máy bay trong Chiến tranh Thế giới II
- Danh sách máy bay chiến đấu
- Danh sách máy bay quân sự Nhật Bản